# Shuriken School
Shuriken School es una serie de televisión animada española-francesa que se emitió por primera vez el 20 de agosto de 2006 en France 3.La serie es producido por Xilam y Zinkia Entertainment para las cadenas de televisión de Jetix y France 3. También ha estado en el aire en Jetix en el Reino Unido desde febrero de 2006, así como en CITV. En los Estados Unidos, el programa se emitió en Nicktoons y Nickelodeon. En España se estrenó en Jetix el 18 de septiembre de 2006 y años más tarde se emitió en Clan TVE. En América Latina se emitió en Jetix.

## Sinopsis
Esta serie se trata sobre una escuela ninja nacida hace muchos siglos y que, según la leyenda, fue por pura casualidad, simplemente porque su fundador, Koji Murasaki, un ninja de poco talento pero mucha suerte, estaba en el momento y lugar indicado. Actualmente la escuela enseña la misma disciplina, sabiduría y defensa personal. La serie tiene muchos personajes, pero tiene 3 protagonistas especiales: Eizan, Jimmy y Okuni, los cuales sobresalen por sus distintas habilidades, entre sus aventuras esta enfrentarse a la escuela rival, la Escuela Katana.

## Origen
Esta serie fue ideada por los hermanos Emilio y Jesús Gallego, fundadores de la empresa Gallego Bros. Su género base es el manga y el anime, a pesar de ello no se renuncian al estilo de la animación occidental, claro ejemplo de ello son los cuatro dedos en las manos de los personajes en lugar de cinco.

## Actores de doblaje

### Voz de doblaje enEstados Unidos
- Nathan Kress - Eizan, Jacques, Choki, Marcos
- Charlie Adler - Vladimir, Director de Shuriken, Tetsuo, Director de Katana, La Señora de la Limpieza
- Jessica DiCicco - Okuni, Ami, Kita, Kimura Twins, Yota
- Maurice LaMarche - Daisuke, Naginata, Kubo, Zumichito, Sensei
- Kimberly Brooks - Jimmy, Nobunaga, Bruce Chang

### Voz de doblaje enColombia
- Nancy Cardozo - Eizan Kaburagi
- Klaudia Kotte - Jimmy B.
- Renata Vargas - Okuni Dohan
- Orlando Arenas - Director de Shuriken, Sensei, Vladimir Keitawa
- María Isabel Cortés - Ami Saeki
- Wolfang Galindo - Naginata
- Camilo Rodríguez - Kubo Utamaro

## Personajes
- Eizan Kaburagi (10 años): Es un niño criado en una familia oriental de clase obrera de Tokirohama. Su familia además de tener una fuerte descendencia vendiendo bolas de arroz tienen un oscuro pasado, fueron acusados de robar el Shuriken de Jade y Eizan con la ayuda de sus amigos tendrá que limpiar su nombre para poderse graduar como el ninja que siempre quiso ser, esto se reveló en la película "El Secreto del Ninja". Destaca por ser inteligente, trabajador, e impaciente por aprender. Su puntería es única puesto que desde la niñez ha soñado en convertirse en un ninja (aparte de eso, cualquier cosa para evitar vender bolas del arroz). Su arma es una regla transparente verde. En algunos capítulos Eizan se muestra como una persona torpe y le da miedo que la gente lo note, especialmente en el capítulo de "El fantasma del kabuki". Se cree que conoce de algo al Director de Katana. Está enamorado de Okuni. Su mayor rival es Naginata, estudiante que asiste a la escuela Katana el cual le hace competencia a la suya, como se muestra en el capítulo "Ninja Vencedor" y "Sucias Bolas de Arroz". Su primera mascota fue el pollo del Director de la escuela Katana se puede ver en el capítulo "Un pollito en la cuerda floja".
- Jimmy B. (11 años): Jimmy viene de una cómoda familia de Nueva York, pero finge ser mucho más callejero que sus orígenes verdaderos. Pasó toda su vida con su cuadrilla del rap, desarrollando un talento verdadero para la danza de la calle. Sus padres, cansados de los comentarios de sus vecinos, le enviaron a Tokirohama, a la casa con sus tíos. Sus pasatiempos son estar en su patineta y escuchar en su objeto más preciado el mp3 como lo muestra en el capítulo "La Siesta del Ladrón". Tiene más agilidad que cualquier otro. Fue alumno de la escuela Katana, tal y como se muestra en un comentario que le hizo a Eizan en el episodio de "Las Chanclas de la Furia" ya que conocía el método de castigo a los alumnos y como era el director.
- Okuni Dohan (10 años): Okuni es el único miembro femenino del grupo principal, y la mejor estudiante de la clase. Cita con frecuencia ejemplos de lecciones importantes, y posee grandes habilidades deductivas. Posee el arte de ocultar, desaparecer y realizar movimientos de sigilo como en el capítulo "El Maestro de las Tinieblas". También tiene un gran talento con el origami. La nombraron como la famosa actriz japonesa de kabuki, Izumo no Okuni en el capítulo "La gran Ilusion". Su familia es numerosa. Viene de la Isla de Rodas. Está enamorada de Eizan porque en varios episodios se le nota, aunque no lo quiere reconocer y piensa que el amor esta en contra de los principios de un ninja. Su forma de ser recuerda bastante al personaje femenino Sakura Haruno de la serie Naruto. Es la más inteligente puesto que le gusta estar en la biblioteca investigando, lo demuestra en el capítulo "Demonio de la Limpieza".

## Episodios
| Temporada | Temporada | Episodios | Estreno original     | Estreno original   |
| Temporada | Temporada | Episodios | Estreno de temporada | Final de temporada |
| --------- | --------- | --------- | -------------------- | ------------------ |
|           | 1         | 26        | 20 de agosto de 2006 | 2 de mayo de 2007  |

## Lanzamiento DVD
En los Estados Unidos, la serie fue lanzado en DVD el 12 de agosto de 2014, frente Cinedigm.

## Película
Shuriken School: El Secreto del Ninja es una película animada, titulada Shuriken School: The Ninja's Secret, ha sido producida por Xilam. Se emitió 22 de diciembre de 2007, sobre Disney Channel en Asia. 

### Trama
La película sigue a los protagonistas principales Eizan, Jimmy y Okuni durante las vacaciones de verano.Los tres amigos pronto se acoplan en una interesante aunque sea peligrosa aventura para la reputación de la lucha, la familia, y mucho más cuando el padre de Eizan está secuestrado por ninjas. para encontrar y rescatar el padre de Eizan, los niños deben emplear los conocimientos y técnicas que han estudiado tan fervientemente durante su primer año de formación ninja durante su primer año.lograron rescatar al padre de Eizan. Las cosas sean puesto difíciles sin embargo, cuando ellos aprendieron que el Shuriken de Jade, un antiguo símbolo de poder ninja extrema, pone en peligro los sueños Eizan y el potencial de convertirse en un verdadero ninja. Eizan se esfuerza por limpiar su nombre, su sueño es asegurar su lugar en Shuriken School